# CRIME OF LOVE/いいんだぜ〜君がいてくれれば〜
「CRIME OF LOVE/いいんだぜ〜君がいてくれれば〜」（クライム オブ ラブ/いいんだぜ きみがいてくれれば）は、藤木直人の通算15枚目のシングル。2009年5月13日にポニーキャニオンより発売。

## 概要
前作「Tuning Note」から約1年7ヶ月ぶりに発売された両A面シングル。2009年5月25日付オリコン週間シングルチャート初登場16位。この年の7月7日に迎えるCDデビュー10周年の記念シングルであり、8thアルバム『∞ Octave』の先行シングルである。アルバムに「CRIME OF LOVE」のALBUM MIXバージョンを収録。
ジャケット違いの初回盤（Premium Edition）と通常盤（Standard Edition）の2パターンを発売。初回盤には「CRIME OF LOVE」のPVを収録したDVDが付属されており、通常盤にはカップリング曲としてアルバム未収録の「everything」が収録されている。
発売当日には、東京・池袋のサンシャインシティ・噴水広場においてシングル発売記念イベントが開催され、「CRIME OF LOVE」と「いいんだぜ〜君がいてくれれば〜」の両曲が初披露された。

## 収録曲
CRIME OF LOVE / いいんだぜ〜君がいてくれれば〜 <Premium Edition CD+DVD>
1. CRIME OF LOVE
（作詞:藤木直人 / 作曲:オオヤギヒロオ / 編曲:Sin）
自身主演のテレビ朝日系ドラマ『夜光の階段』の主題歌。作曲はオオヤギヒロオ、編曲はSinで、今までにないラテンハウス調の楽曲。『夜光の階段』の世界観とリンクした歌詞は自ら書き上げた。PVの監督は前作「Tuning Note」に引き続き須永秀明である。
2. いいんだぜ～君がいてくれれば～
（作詞・作曲:中島らも / 改訂版歌詞:藤木直人 / 編曲:家原正樹）
日本テレビの深夜枠で2クールにわたって放送された、自身主演のドラマ『イケ麺そば屋探偵〜いいんだぜ!〜』（Season1、Season2）の主題歌。原曲の作詞、作曲ともに中島らも。かつて中島らもと仕事をしたことがあるドラマのスタッフによって、ドラマ主題歌として用いられた楽曲である。原曲はそのままでは放送できない歌詞が含まれているため、出来るだけ元の歌詞を残してほしいという遺族の意向にそうよう、自身が歌詞をアレンジした[2]。
3. CRIME OF LOVE -Instrumental-

CRIME OF LOVE / いいんだぜ〜君がいてくれれば〜 <Standard Edition>
1. CRIME OF LOVE
（作詞:藤木直人 / 作曲:オオヤギヒロオ / 編曲:Sin）
2. いいんだぜ～君がいてくれれば～
（作詞・作曲:中島らも / 改訂版歌詞:藤木直人 / 編曲:家原正樹）
3. everything
（作詞:藤木直人 / 作曲・編曲:坂和也）
作曲、編曲はサポートメンバーのキーボード担当・坂和也で、藤木担当・前任ディレクターの大学の後輩であることから作曲を依頼したという経緯がある。歌詞は、CDデビューしてからこれまでの10年間を振り返った心境や、支えてくれたすべての人への想いを表現している。レコーディングはサポートメンバーで行った[2]。6月12日からスタートした「Naohito Fujiki Live Tour ver9.0 〜10 COUNT TOUR〜」の本編最後に歌われた曲。
4. CRIME OF LOVE -Instrumental-

## タイアップ
- テレビ朝日系ドラマ『夜光の階段』主題歌（M-1）
- 日本テレビ系ドラマ『イケ麺そば屋探偵〜いいんだぜ!〜』（Season1）主題歌（M-2）
- 日本テレビ系ドラマ『イケ麺新そば屋探偵〜いいんだぜ!〜』（Season2）主題歌（M-2）

## 収録アルバム
- ∞ Octave（M-1、M-2）
- HISTORY of NAOHITO FUJIKI 10TH ANNIVERSARY BOX（ベストアルバム限定盤）（M-1）
- HISTORY of NAOHITO FUJIKI Standard Edition（ベストアルバム通常盤）（M-1）

## テレビ出演
- ミュージックステーション（2009年5月15日、テレビ朝日）（M-1）